# Vestido de novia de Catherine Middleton
El vestido de novia de Catherine Middleton es el traje que la duquesa lució en su boda con el príncipe Guillermo, la cual tuvo lugar el 29 de abril de 2011 en la Abadía de Westminster, en Londres (Reino Unido).
El vestido y su creadora, Sarah Burton, no fueron formalmente anunciados hasta que la novia descendió del coche para entrar a la abadía. Destacado por su diseño, simbolismo e influencia en los trajes de novia occidentales, el atuendo fue ampliamente comentado en los medios de comunicación. Del mismo modo, varias réplicas del traje fueron producidas y vendidas, siendo el vestido original expuesto en el Palacio de Buckingham del 23 de julio al 3 de octubre de 2011 durante la exhibición anual de verano.

## Especulación
Antes de la ceremonia hubo mucha especulación acerca de la elección de Catalina en lo referente al traje de novia. El 6 de marzo, The Sunday Times informó que, con base en ciertos rumores, Middleton había elegido a Sarah Burton, quien trabajaba para Alexander McQueen, algo que la propia diseñadora negó en su momento. La publicación rezaba: «Una fuente [...] dijo que el vestido será una combinación de las propias ideas de diseño de Middleton y del profundo conocimiento y entendimiento de Burton de la alta costura». Catalina conoció los trabajos de Burton cuando asistió en 2005 a la boda de Tom Parker Bowles, hijo de Camilla, duquesa de Cornualles (Burton diseñó el traje de la novia, la periodista de moda Sara Buys). Así mismo, también fueron sugeridas Phillipa Lepley; Victoria Beckham; Sophie Cranston; Jasper Conran; Elizabeth Emanuel; Daniella Issa Helayel; Marchesa, por Keren Craig y Georgina Chapman; Stella McCartney; Bruce Oldfield; y Catherine Walker. Burton surgió no obstante como la candidata favorita para diseñar el traje entre los corredores de apuestas, hasta el punto de que William Hill frenó las apuestas semanas antes del evento. David Emanuel, uno de los diseñadores del traje de novia de Diana de Gales, comentó a la periodista de moda Jeanne Beker que «McQueen es propiedad de Gucci, una empresa italiana. Si Kate sigue esa ruta, sería la primera vez que no se eligiese una casa de propiedad británica. Y los italianos harían su agosto con eso».
De acuerdo con Joanna Marschner, curadora de Historic Royal Palaces: «Los vestidos han tenido que crecer a medida que la expectación mediática crecía. Las cámaras de televisión en la Abadía de Westminster han significado que esos vestidos tendrán que estar a la altura de esos lugares y de hecho ser de una excelencia de diseño para soportar un escrutinio infinito».

## Descripción

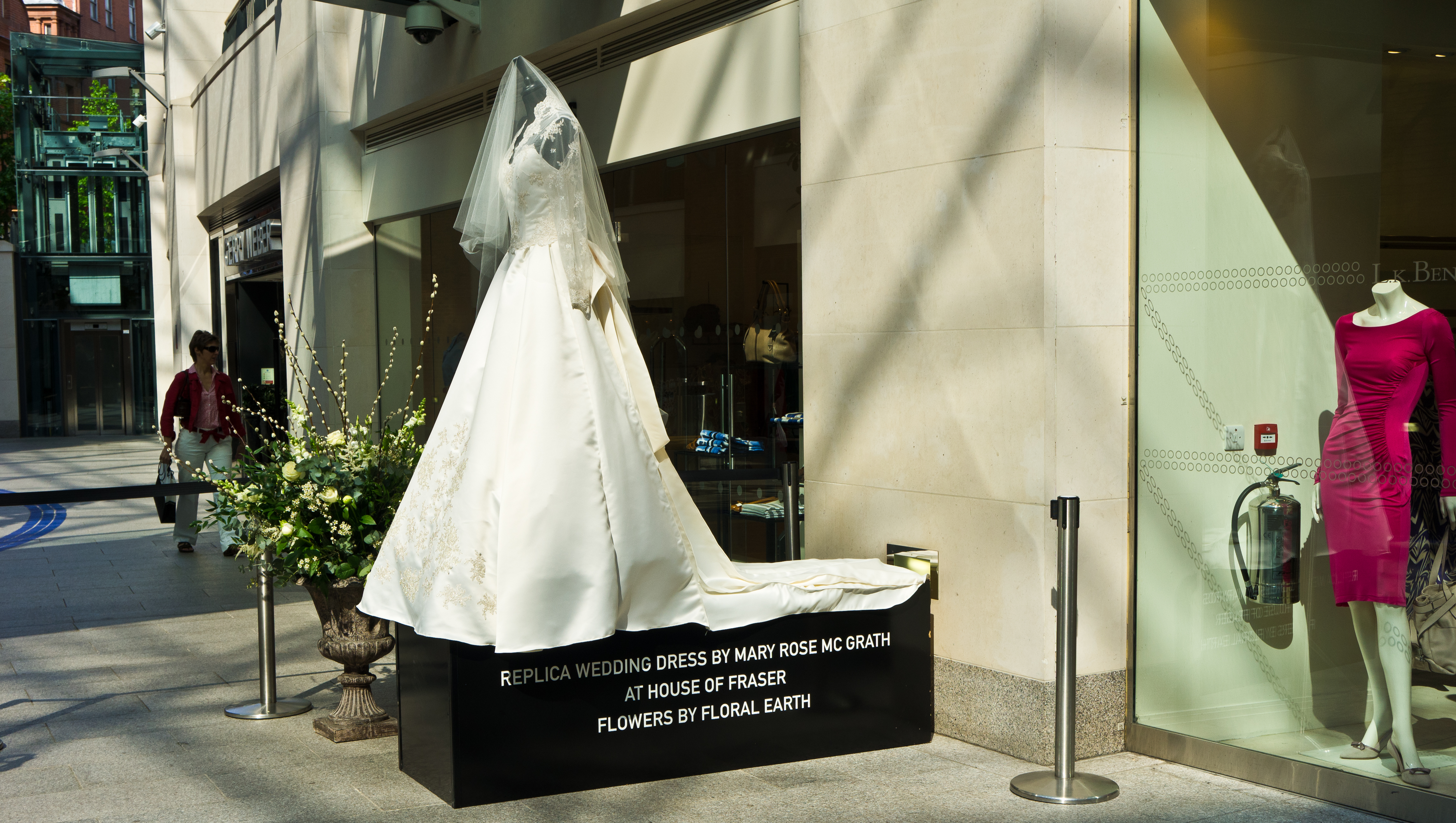
Réplica del vestido a la entrada de una tienda en Belfast.

Declaraciones oficiales revelaron que Catalina deseaba combinar tradición y modernidad con la visión artística del trabajo de Alexander McQueen. De hecho, tanto Middleton como Burton trabajaron juntas en el diseño del traje. El tabloide inglés News of the World informó de que para mantener el diseño en secreto, se dijo a las bordadoras de la Real Escuela de Bordado que el traje iba a ser usado en un drama de televisión y de que el coste no era inconveniente. Como resultado, se ha afirmado ampliamente que el vestido costó £250 000, si bien un portavoz de Clarence House desmintió dicha información.
En lo que respecta al vestido en sí, el corpiño de satén marfil está ligeramente acolchado en las caderas y estrechado en la cintura, inspirado en el tradicional corsé victoriano además de ser un sello de identidad de Alexander McQueen. Así mismo, el corpiño incorpora motivos florales cortados de encaje hecho a máquina los cuales fueron posteriormente aplicados a una red de tul de seda en la Real Escuela de Bordado. Por su parte, en la espalda se hallan 58 botones de gazar y organza los cuales se sujetan por medio de bucles rouleau. La falda, con enaguas y una cola de 270 cm, incorpora encaje aplicado de manera similar. El cuerpo del vestido está realizado en gazar blanco y marfil para el cual se emplearon telas inglesas suministradas especialmente por Burton, con una falda larga diseñada para evocar una flor abierta con pliegues suaves que caen desplegados hasta el suelo, recreando el semipolisón victoriano en la espalda. Para cumplir parcialmente con el tradicional «algo viejo, algo nuevo, algo prestado, algo azul» de las bodas británicas, una cinta azul fue cosida en el interior del vestido, siendo considerado el diseño del corpiño con encaje en el estilo del siglo xix como «algo viejo».
La prensa británica mostró un considerable interés en el encaje empleado en el vestido, si bien sus reportajes difieren unos de otros, lo que sugiere que la información ofrecida tiene origen dudoso. El efecto logrado por el diseño del corpiño es similar al de las redes decoradas populares a finales del siglo xix, tipificadas por el encaje de Limerick y Carrickmacross; para este último, la red hecha a máquina es empleada como base para la elaboración de motivos florales y otros diseños mediante el uso de técnicas de bordado a mano. La nota de prensa de la Real Escuela de Bordado sostiene que la técnica empleada en el traje de Catalina «estuvo influenciada» por el encaje tradicional de Carrickmacross. No obstante, el método utilizado resultó ser moderno y completamente diferente: los motivos florales fueron cortados de telas de encaje producidas en máquinas de grandes dimensiones del siglo xix y cosidos a la red de la misma. Se conoce que tres empresas fabricaron encaje para el vestido: Sophie Hallette y Solstiss en Francia y Cluny Lace Company en Ilkeston, Derbyshire. La mayor parte del traje está compuesto de encaje de Solstiss, conociéndose los tipos de máquinas de encaje con los nombres «English Cluny» y «Chantilly», aunque no deben confundirse con el antiguo encaje de bolillos del mismo nombre. El encaje no fue encargado específicamente para el vestido, aunque sí fue elegido a partir de patrones almacenados, denominado el empleado en el vestido como «950264» de Sophie Hallette y conocido  posteriormente como «encaje de Kate», siendo los motivos florales del vestido los ya presentes en los patrones, si bien este encaje solo fue empleado en el corpiño, llevando la falda y la cola encaje de Solstiss. Del mismo modo, el traje de novia de Grace Kelly también incorporó encaje de Solstiss, siendo conocidas todas las empresas involucradas por la alta calidad de su encaje. Aunque se pueden distinguir rosas y probablemente tréboles en el corpiño, los numerosos informes acerca de la presencia de narcisos y cardos, necesarios para completar el tradicional cuarteto británico, parecen ser falsos.
Respecto a los accesorios, Catalina lució la Cartier Halo Tiara, prestada por la reina Isabel II la cual había sido creada para la reina madre en 1936, y un par de pendientes hechos a medida de Robinson Pelham.

## Recepción y legado
El vestido generó mucha expectación en los medios por parte de expertos en moda, siendo muy bien recibido y destacándose el hecho de que el diseño, de corte tradicional, estaba inspirado en la moda de la década de 1950. Karl Lagerfeld escribió: «El traje es clásico y va muy bien con la decoración de Westminster. Casi me recuerda a la boda de Isabel II, las bodas reales en los 50. La proporción de la cola es buena, el encaje es muy bonito, me gusta mucho el velo». Por su parte, Antonio Marras, de Kenzo, declaró:

La elección de la etiqueta y el estilo del traje fue una clara mezcla entre moda vanguardista y tradicional — todo de una manera muy británica. Podías ver referencias a los vestidos de Grace Kelly o Isabel II, pero de una forma más simple, más moderna.

Se observó que el corpiño de encaje del vestido de Middleton evocaba el llevado por Grace Kelly en su matrimonio con Raniero III, príncipe de Mónaco, en 1956. Del mismo modo, también se hicieron comparaciones con el traje de novia de la princesa Margarita. Mark Badgley, de Badgley Mischka, escribió que «es el tipo de vestido que resistirá la prueba del tiempo. No todos los vestidos lo hacen. Cualquier novia alrededor del mundo querrá llevarlo. Tiene un toque de vintage, un clásico vestido de baile de los 50, tan atemporal que su hija se vería espléndida en este vestido en 30 años a partir de ahora».
Entretanto, Óscar de la Renta declaró que el traje era «un vestido muy tradicional para una boda muy tradicional... no ostentoso. No hubo 50 metros de cola, y no estaba sobrebordado. Era solo un vestido muy tradicional para una chica encantadora que no necesita demasiado». Así mismo, también se establecieron comparaciones con el traje de novia de la madre de Guillermo, la princesa Diana. Vera Wang dijo que «el vestido de Diana tenía un sentido de inocencia, capricho, casi un romance de cuento. En contraste el traje de Catalina era mucho más que simplemente el vestido. Sarah Burton canalizó una nueva versión del clasicismo para una novia moderna que algún día será reina». La creadora del traje de Diana, Elizabeth Emanuel, quien declaró que el vestido se ajustaría a muchos cuerpos, había sugerido lo siguiente: «Exactamente como ocurrió en 1981, va a haber gente mirando como ella camina por el pasillo con sus blocs de dibujo, con los maquinistas y los cortadores de patrones todos preparados y esperando. Para la mañana siguiente veréis copias en High Street».

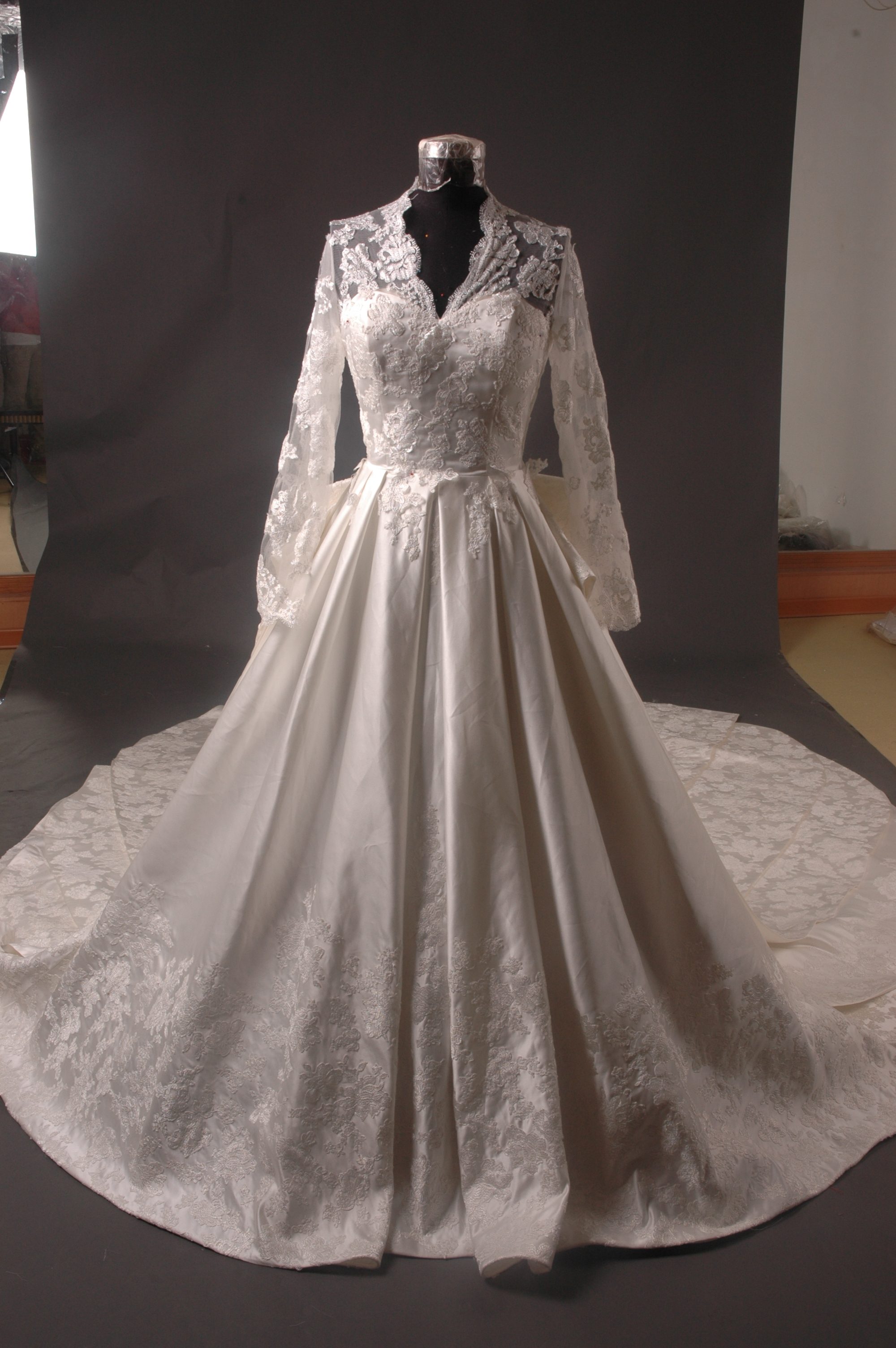
Réplica china del vestido ofrecida para su venta al público cuatro semanas después de la ceremonia.

Hubo muchas sugerencias acerca de que el estilo del atuendo influenciaría la moda nupcial en los años posteriores. Alison McGill, editora jefe de Weddingbells Magazine, declaró: «Yo creo que su elección de llevar manga larga señala un gran adiós a los trajes de novia sin tirantes». Por otro lado, Veronica Di Santo-Abramowicz afirmó que «el vestido de Kate influenciará mucho el estilo nupcial que veremos en los próximos años. Siempre ocurrirá que cuando una persona de la realeza o de alto estatus se casa, esto establece tendencias por varios años. Por ejemplo, [...] Diana y Carolyn Bessette son dos novias notables que se me vienen a la mente».
Una réplica inglesa, encargada por The Times como premio de un concurso, fue terminada menos de cinco horas después de que Middleton iniciase su recorrido en coche a la abadía. Por su parte, la firma recibió numerosos pedidos en un solo día, aunque expresó su deber de consultar previamente con abogados antes de proceder a la venta de cualquier réplica. Así mismo, la modista neozelandesa Jane Yeh trabajó durante toda la noche después de la boda para crear otra réplica del traje. Varios fabricantes de vestidos chinos declararon a los medios que esperaban tener imitaciones del vestido disponibles una semana después del evento; uno de ellos expresó frustración por no haberse filtrado el diseño con anterioridad para poder tener más productos almacenados, mientras que otro sugirió un precio al por menor de entre £70 y £90. Por otro lado, la elección de un vestido de la firma de Alexander McQueen, quien se había suicidado en 2010, llevó a Hubert de Givenchy a declarar que «es un pensamiento encantador, un lindo homenaje».
El traje, junto con otros artículos relacionados con la boda, fue exhibido en el Palacio de Buckingham del 23 de julio al 3 de octubre de 2011. La forma de exponer el vestido y la tiara (en un maniquí sin cabeza iluminado por una luz blanca) fue descrita por la reina, según informes, como «horrible» durante una visita privada a la exhibición junto con la duquesa de Cambridge en julio de 2011. De hecho, un micrófono abierto permitió escuchar a la reina decir a la duquesa: «Está hecho para parecer muy espeluznante», a lo que esta respondió que tenía un «efecto 3D». El vestido ayudó a atraer a un número récord de visitantes al palacio en los meses de verano de aquel año, reportándose también que la exposición ayudó a recaudar diez millones de libras para la fundación de caridad de Middleton así como para la Colección Real.